# Credit to the Nation
Credit to the Nation ist ein britischer Hip-Hop-Act, der in den 1990er Jahren im Vereinigten Königreich erfolgreich war und dessen größter Hit die 1994er Single Teenage Sensation ist.

## Biografie
Neben dem Rapper und Sänger MC Fusion aka Matty Hanson (eigentlich Matthew David Hanson) komplettierten die Tänzer Tyrone und Kelvin das 1991 gegründete Trio in den ersten Jahren. Der erste Charthit Call It What You Want, in dem Samples aus Nirvanas Smells Like Teen Spirit verarbeitet sind, stieg im Mai 1993 auf Platz 57 der UK-Charts. Mit Unterstützung der Band Chumbawamba, die als Förderer von Credit to the Nation gilt, entstand die Single Enough Is Enough, die im September des Jahres Platz 56 der englischen Hitparade erreichte.
Im März 1994 folgte mit Teenage Sensation, das auf Platz 24 im Vereinigten Königreich stieg, der größte Hit des Acts. Das dazugehörige Album, Take Dis, erreichte Platz 20 der UK-Charts, die Auskopplung Sowing the Seeds of Hatred war im Mai 1994 mit Platz 72 lediglich zwei Wochen in den Singlecharts vertreten. Ebenso kleine Hits waren auch Liar Liar (im Juli 1995) und Tacky Love Song (im September 1998), die beide während ihrer zweiwöchigen Hitparadenlistung auf Platz 60 standen.
1998 löste Hanson sein Projekt Credit to the Nation vorübergehend auf. Erst 2011 kam es zur Wiederbelebung des Acts.

## Diskografie

### Alben
| Jahr | Titel    | Höchstplatzierung, Gesamtwochen, AuszeichnungChartsChartplatzierungen (Jahr, Titel, Platzierungen, Wochen, Auszeichnungen, Anmerkungen) | Anmerkungen                         |
| Jahr | Titel    | UK | Anmerkungen                         |
| ---- | -------- | --- | ----------------------------------- |
| 1994 | Take Dis | UK20 (4 Wo.)UK | Erstveröffentlichung: 28. März 1994 |

Weitere Alben
- 1995: Daddy Always Wanted Me to Grow a Pair of Wings
- 1998: Keep Your Mouth Shut

### Singles
| Jahr | Titel Album                                              | Höchstplatzierung, Gesamtwochen, AuszeichnungChartsChartplatzierungen (Jahr, Titel, Album, Platzierungen, Wochen, Auszeichnungen, Anmerkungen) | Anmerkungen                                             |
| Jahr | Titel Album                                              | UK | Anmerkungen                                             |
| ---- | -------------------------------------------------------- | --- | ------------------------------------------------------- |
| 1993 | Call It What You Want Take Dis                           | UK57 (3 Wo.)UK | Erstveröffentlichung: 10. Mai 1993                      |
| 1993 | Enough Is Enough Teenage Sensation (Live-EP)             | UK56 (2 Wo.)UK | Erstveröffentlichung: 6. September 1993 mit Chumbawamba |
| 1994 | Teenage Sensation Take Dis                               | UK24 (4 Wo.)UK | Erstveröffentlichung: 1. März 1994                      |
| 1994 | Sowing the Seeds of Hatred Take Dis                      | UK72 (2 Wo.)UK | Erstveröffentlichung: 2. Mai 1994                       |
| 1995 | Liar Liar Daddy Always Wanted Me to Grow a Pair of Wings | UK60 (2 Wo.)UK | Erstveröffentlichung: 10. Juli 1995                     |
| 1998 | Tacky Love Song Keep Your Mouth Shut                     | UK60 (2 Wo.)UK | Erstveröffentlichung: 1. September 1998                 |

Weitere Singles
- 1991: Pay the Price
- 1993: Hear No Bullshit See No Bullshit Say No Bullshit
- 1995: Mad Dog
- 1995: Come Dancing
- 1999: Simsalabim
- 2010: RTA (Promo)